# Hydriomena irata
Hydriomena irata là một loài bướm đêm trong họ Geometridae.